# Meristem

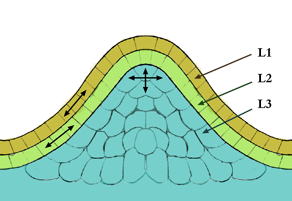
Modelul Tunica-Corpus model a unui meristem apical. Cele două straturi, epidermice (L1) și subepidermice (L2), formează o zonă meristematică exterioară denumită tunica. Stratul intern L3 se numește corpus (vezi text).

Un meristem este un țesut vegetal la majoritatea plantelor, în care se află celule nediferențiate numite celule meristematice cu rol în creștere și diviziune. Există trei tipuri de țesuturi meristematice: apical (la vârfurile organelor), intercalar (la mijloc) și lateral (la margine).
În general, celulele diferențiate ale plantei nu se pot divide în continuare și nici nu pot produce celule de un anumit tip. Astfel, țesuturile meristematice au un rol important, întrucât asigură diviziunea celulară necesară pentru creșterea organismului vegetal, prin diferențierea tisulară și formarea de noi organe.
Denumirea de meristem a fost introdusă în anul 1858 de către Karl Wilhelm von Nägeli (1817–1891) în lucrarea sa Beiträge zur Wissenschaftlichen Botanik. Termenul derivă din grecescul merizein (μερίζειν), care înseamnă „a se divide”.

## Meristemele apicale

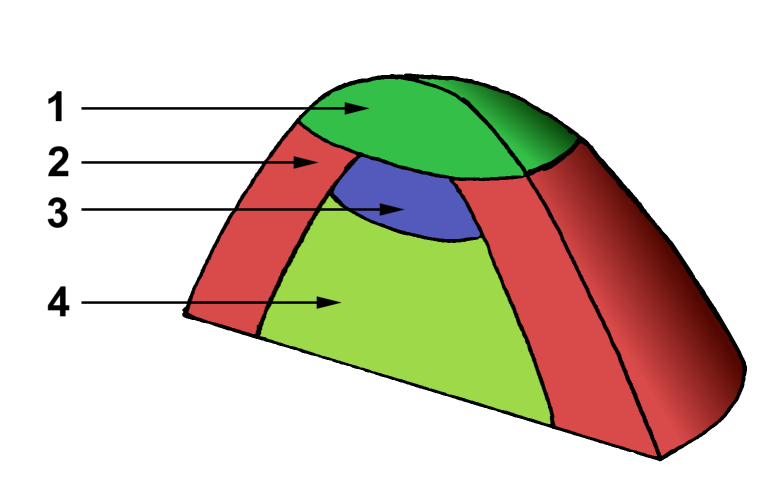
Organizarea unui meristem aplical
1 - Zona centrală
2 - Zona periferică
3 - Meristemul medular (central)
4 - Țesutul medular

Există două tipuri de meristeme apicale (vârfuri vegetative), acestea fiind conul rădăcinii și al tulpinii. Spre deosebire de tulpină, la rădăcină zona meristematică este acoperită de un țesut protector denumit scufie sau caliptră.
Numărul straturilor de celule variază în funcție de tipul de plantă. În general, stratul extern este denumit tunica, iar cel intern corpus. La gimnosperme și angiosperme, în conul meristematic se află două, trei sau mai multe grupuri de celule inițiale din care se formează foițele histogene (dermatogen, periblem, plerom) prin diviziuni anticlinale și periclinale. La monocotiledonate, tunica determină caracteristicile fizice ale frunzei și ale marginii foliare. La dicotiledonate, al doilea strat preia acest rol.

## Meristeme secundare
Există două tipuri de meristeme secundare, acestea fiind numite și meristeme laterale deoarece înconjoară tulpina stabilită a unei plante și o fac să crească lateral (adică, mai mare în diametru).
- Cambiumul vascular , care produce xilem secundar și floem secundar. Acesta este un proces care poate continua pe tot parcursul vieții plantei. Acesta este ceea ce dă naștere lemnului în plante. Astfel de plante se numesc arboracee . Acest lucru nu se întâmplă la plantele care nu trec prin creștere secundară (cunoscute sub numele de plante erbacee).
- Cambiumul de pluta , care dă naștere peridermului, care înlocuiește epiderma.